# 1701 en arts plastiques
| Années des arts plastiques : 1698 - 1699 - 1700 - 1701 - 1702 - 1703 - 1704    |
| Décennies des arts plastiques : 1670 - 1680 - 1690 - 1700 - 1710 - 1720 - 1730 |

Cette page concerne l'année 1701 en arts plastiques.

## Événements

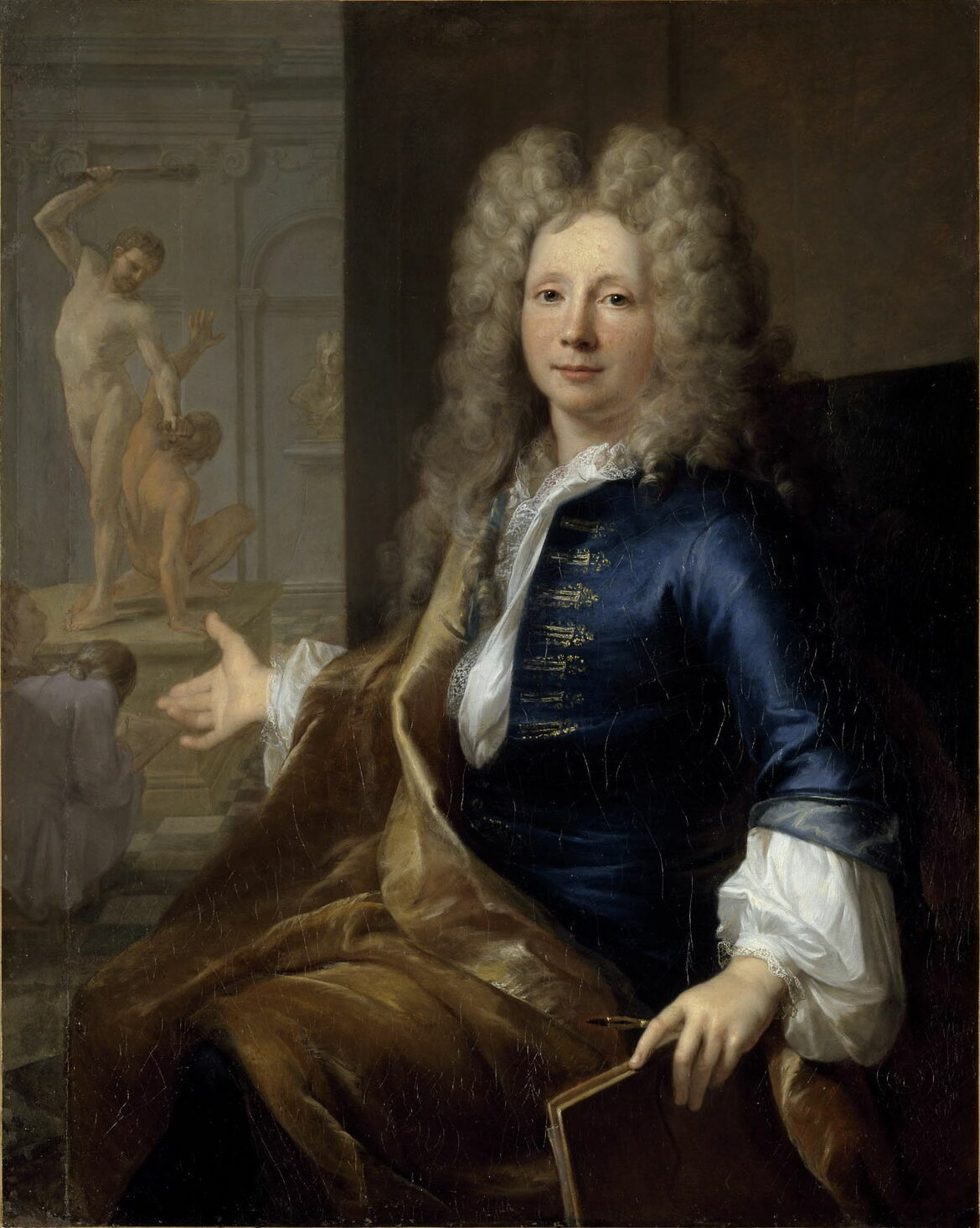
Portraits du peintre Louis de Boullogne.

- 10 mars : le sculpteur et peintre autrichien Peter Strudel est élevé au rang de baron du Saint-Empire (Reichsfreiherr)[1].
- 26 novembre : réception du sculpteur Philippe Bertrand à l'Académie royale de peinture et de sculpture[2].
- 31 décembre  : réception du portraitiste Pierre Gobert  à l'Académie royale de peinture et de sculpture ; il présente les portraits du peintre Louis de Boullogne et du sculpteur Corneille Van Clève[3].

- François Lemoyne, âgé de treize ans, entre dans l'atelier de Louis Galloche à l'Académie[4].

## Œuvres

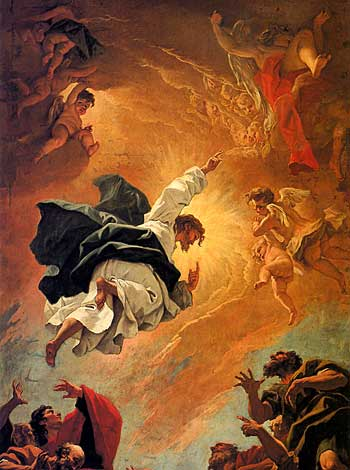
Ascension, Sebastiano Ricci

- Moïse sauvé des eaux, huile sur toile de Charles de La Fosse[5].
- Portrait de Louis XIV en costume de sacre, huile sur toile de Hyacinthe Rigaud[6].
- Ascension, toile de Sebastiano Ricci pour la basilique des Saints-Apôtres de Rome[7].

## Naissances
- 29 août : Felix Anton Scheffler, peintre et fresquiste allemand de l'époque baroque et  rococo († 10 janvier 1760),
- 5 novembre : Pietro Falca dit Longhi, peintre italien († 8 mai 1785),
- 21 décembre : Guillaume Taraval, peintre suédois d'origine française († avril 1750),
- Vers 1701 : Andreï Matveïev, peintre russe († 23 avril 1739 ou 4 mai 1739).

## Décès
- 8 mai : Jacob de Heusch, peintre néerlandais (° 23 novembre 1656).
- 29 juin :
  - Pieter Mulier le Jeune,  peintre de marine néerlandais (° 1637),
  - Antoine Paillet, peintre français (° 1626),
- 16 juillet : Justus Danckerts, graveur et publiciste néerlandais (° 11 novembre 1635).